# Aleksandr Ivanov (cantant)
|  | Per a altres significats, vegeu «Alexander Ivanov (escaquista)». |

Aleksandr Ivanov — Аляксандр Іваноў en belarús (Hòmiel, 29 d'octubre del 1994) és un cantant belarús, més conegut pel seu nom artístic Ivan. Es va donar a conèixer per la seva participació al Festival d'Eurovisió l'any 2016 amb la cançó "Help You Fly" (ajudar-te a volar, en català). Ivanov també havia de representar Rússia al Festival d'Intervisió l'any 2015, però el festival no va tenir lloc.